# لیم جو-هوان
لیم جو هوان (کره‌ای: 임주환؛ زادهٔ ۱۸ مه ۱۹۸۲) بازیگر اهل کره جنوبی است. او به خاطر ایفای نقش اصلی در مجموعه‌های تلویزیونی تامرا، جزیره (۲۰۰۹)، هشدار زشت (۲۰۱۳)، عشق بی‌پروا (۲۰۱۶) و عروس هابک (۲۰۱۷) شناخته می‌شود.

## فیلم‌شناسی

### مجموعه تلویزیونی
| سال  | عنوان                                     | نقش          | توضیحات          |
| ---- | ----------------------------------------- | ------------ | ---------------- |
| ۲۰۰۳ | بی‌وقفه ۳                                  | بلایند دیت   |                  |
| ۲۰۰۴ | مجیک                                      |              |                  |
| ۲۰۰۵ | عشقی برای کشتن                            |              |                  |
| ۲۰۰۶ | نگران نباش                                |              |                  |
| ۲۰۰۶ | ملکه برفی                                 | سو گون هو    |                  |
| ۲۰۰۷ | بازگشت شیم چونگ                           | لی هونگ      |                  |
| ۲۰۰۷ | دراما سیتی: سون-یی فقیر                   |              |                  |
| ۲۰۰۷ | محل مزایده                                |              | مهمان (قسمت ۱۰)  |
| ۲۰۰۸ | بابای مجرد عاشق                           | مین هیون کی  |                  |
| ۲۰۰۸ | بیمارستان عمومی ۲                         | لی مین سو    | مهمان (قسمت ۶–۷) |
| ۲۰۰۹ | پسران فراتر از گل‌ها                       | سو ایل هیون  |                  |
| ۲۰۰۹ | تامرا، جزیره                              | پارک گیو     |                  |
| ۲۰۱۰ | جنگ ازدواج دون‌جانگ کون و ناتو چان         | کیم ده چون   |                  |
| ۲۰۱۱ | واتس آپ                                   | جانگ جه هون  |                  |
| ۲۰۱۳ | هشدار زشت                                 | گونگ جون سو  |                  |
| ۲۰۱۴ | دراما فستیوال: دفتر خاطرات هونگ یونگ-دانگ | کیم سانگ یون |                  |
| ۲۰۱۵ | بدرخش یا دیوانه شو                        | وانگ اوک     |                  |
| ۲۰۱۵ | اوه روح من                                | چوی سونگ جه  |                  |
| ۲۰۱۶ | عشق بی‌پروا                                | چوی جی ته    |                  |
| ۲۰۱۷ | عروس هابک                                 | هو یه        |                  |
| ۲۰۱۸ | درامای ویژه کی‌بی‌اس: خداحافظی طولانی       | به سانگ هی   | [ ۱ ]            |
| ۲۰۱۹ | رؤیاهای متفاوت                            | فوکودا       | [ ۲ ]            |
| ۲۰۱۹ | نمایش بزرگ                                | کانگ جون هو  |                  |
| ۲۰۲۰ | بازی: به سوی صفر                          | گو دوکیونگ   | [ ۳ ]            |
| ۲۰۲۰ | جاسوس‌هایی که عاشقم بودند                  | درک هیون     | [ ۴ ]            |